# Orth Mihály
Orth Mihály (Gödöllő, 1957. május 14. – 2022. szeptember 30.) magyar színművész.

## Pályafutása
A Színházművészeti Főiskolán szerezte diplomáját, majd 1981-ben a győri Kisfaludy Színházban játszott. Az 1987–88-as évadban szabadfoglalkozású művész volt, 1988-ban került a kecskeméti Katona József Színházhoz. 1992-től újra szabadfoglalkozású színművész. Gyakran formált meg fiatal hősöket. Fiai Orth Péter színész és Orth M. Dániel.

## Fontosabb színházi szerepei
- Kömény Móka (Tamási Áron: Énekes madár)
- Dénkó (Tamási Áron: Ősvigasztalás)
- Kálmán, Czintos érettségizett fia (Tamási Áron: Csalóka szivárvány)
- Vaszka Pepel (Makszim Gorkij: Éjjeli menedékhely)
- Alfréd (Ödön von Horváth: Mesél a bécsi erdő)
- Mortimer (Friedrich Schiller: Stuart Mária)
- Ligurio (Niccolò Machiavelli: Mandragóra)
- Lysander (William Shakespeare: Szentivánéji álom)
- Konrád, János embere (William Shakespeare: Sok hűhó semmiért)
- Ádám (Madách Imre: Az ember tragédiája)
- Richárd (Jókai Mór – Böhm György – Korcsmáros György – Tolcsvay Béla: A kőszívű ember fiai)
- Andrej Guszkov, Nasztyona férje (Várkonyi Mátyás – Miklós Tibor: Örvényben)
- Lajos dauphin, Fülöp fia (Friedrich Dürrenmatt: János király)
- Zsupán (Kálmán Imre: Marica grófnő)
- Gaston (Kálmán Imre: Cigányprímás)
- Bogdanovics konzul (Lehár Ferenc: A víg özvegy)
- István (Zilahy Lajos: A tizenkettedik óra)
- Pierre de Wissant (Georg Kaiser: A calais-i polgárok avagy: Egy város becsülete)
- Dr. Carrasco – Herceg (Dale Wasserman – Mitch Leigh – Joe Darion: La Mancha lovagja)
- Agathon, fűzfapoéta (Arisztophanész: Plutosz – A Gazdagság)
- Halász, intéző (Németh László: Bodnárné)
- Balogh, doktor (Németh László: Az írás ördöge)
- Vőlegény (Csurka István: Eredeti helyszín)
- II. Zenész (Csurka István: Megmaradni)
- Lőrinc (Szántó Péter: Ágyrajárók)
- Mayhew, ügyvéd (Agatha Christie: A vád tanúja)
- Pitirette, Mauricette férje (Georges Feydeau: Megáll az ész!)
- Robert (Marc Camoletti: Boldog születésnapot!)

## Filmek, tv
- A versailles-i rögtönzés – Tartuffe (színházi előadás televíziós felvétele) (1973)
- Rutinmunka – rendőr (1984)
- Az elvarázsolt dollár – Kopcsányi Teodor (1985)